# Partido Republicano Radical Socialista
De Partido Republicano Radical Socialista (Nederlands: Radicaal-Socialistische Republikeinse Partij, PRRS) was een Spaanse progressief-liberale politieke partij die in de beginjaren (1931-1934) van de Tweede Spaanse Republiek (1931-1936) actief was.
De PRRS was een afsplitsing van de Partido Republicano Radical (PRR) van Alejandro Lerroux. PRRS werd gevormd door Marcelino Domingo, een voormalige adjudant van de PRRS. De reden dat de PRRS in het leven werd geroepen hield verband met het conservatisme van de PRR en de zweem van corruptie die rond de persoon van Lerroux hing. Namens de PRRS fungeerde Domingo als minister van Landbouw in diverse centrumlinkse kabinetten in de periode 1931-1933. In 1934 fuseerde de PRRS met de Partido Radical Demócrata (PRD) van Diego Martínez Barrio tot de Unión Republicana (UR).
De partij was - ondanks de partijnaam - geen socialistische partij, maar een centrumlinkse partij voor de middenklasse.

## ZetelverdelingCortes Generales1931-1933
| Jaar | Jaar | zetels | verschil |
| ---- | ---- | ------ | -------- |
|      | 1931 | 61     | -        |
|      | 1933 | 1      | 60       |